# 车站街道 (三门峡市)
车站街道，是中华人民共和国河南省三門峽市湖滨区下辖的一个乡镇级行政单位。

## 行政区划
车站街道下辖以下地区：
车站社区、建北社区、宏远社区、东风社区、湾道社区、文峪社区、峡东社区和天元社区。